# Amata albapex
Amata albapex là một loài bướm đêm thuộc phân họ Arctiinae, họ Erebidae.